# Galina Nikolajevna Tjoerina
Galina Nikolajevna Tjoerina (Moskou, 19 juli 1938 – Arctische Oeral, 21 juli 1970) was een Sovjet-wiskundige, gespecialiseerd in algebraïsche meetkunde. Ondanks dat ze op jonge leeftijd kwam te overlijden stond ze bekend om een reeks briljante artikelen over de classificatie van complexe of algebraïsche structuren op topologische ruimtes, op K3-oppervlakken, op singuliere punten van algebraïsche variëteiten, en op de stijfheid van complexe structuren. Ze was de enige vrouw in een groep uitzonderlijke Sovjet-wiskundigen die in de jaren zestig actief waren en al snel de leiders en de drijvende krachten van de Sovjet-wiskunde werden.

## Onderwijs
Tjoerina studeerde in 1960 af aan de Staatsuniversiteit van Moskou en voltooide haar Ph.D. in 1963 onder de begeleiding van Igor Sjafarevitsj.

## Privé
Tjoerina werd beschreven als "rustig en persoonlijk bescheiden, maar tegelijkertijd stoer en zelfverzekerd". Naast haar werk in de wiskunde stond ze bekend als een ervaren buitenvrouw, en was ze frequent leider van wandel-, klim-, ski- en kajakexcursies in de Russische wildernis. Ze verdronk tijdens een dergelijke excursie bij een kajakongeluk in de Arctische Oeral, twee dagen na haar 32e verjaardag. 
Tjoerina's jongere broer Andrej Nikolajevitsj Tjoerin werd ook wiskundige en leerling van Sjafarevitsj.